# التفاحة والجمجمة (كتاب)
كتاب التفاحة والجمجمة هو أول رواية فكاهية طويلة للمؤلف محمد عفيفي الذي تخصص في كتابة المقال الفكاهي منذ سنوات. وهي الأولى من نوعها التي كُتبت بشكل كامل باللغة العربية. وتُعد رواية فكاهية ساخرة لا تستهدف مجرد الإضحاك، بل تحاول تطويع الفكاهة لنقل فكرة جادة؛ يلعب فيها الخيال[ ؟ ] دورًا كبيرًا، لكنه لا يرمي بدوره إلى التسلية أو التهويل وإنما إلى خدمة الفكرة. وتتميز بلغتها العربية البسيطة، وحوارها بالعامية المصرية، وأسلوبها عمومًا هو ذلك الأسلوب الجذاب الذي ينفرد به المؤلف ويشتهر به لدى قرائه.

## نبذة عن الكاتب
ولد محمد عفيفي في 25 فبراير 1922 في محافظة الشرقية[ ؟ ]. تخرج في كلية الحقوق[ ؟ ] عام 1943. كان من رواد الأدب الساخر في مصر وكان له قرائه ومُحبيه في الشرق الأوسط كافة. تمتع عفيفي بروح الفكاهة والمرح. اعتمد على الفن الساخر لإيصال أفكاره وأهدافه لجموع الناس. لكن كانت سخرية عفيفي من طراز خاص لا تشبه مثيلاتها من الأدب الساخر. كما يجب على القارئ أن يركز بشدة وهو يقرأ له حيث أنه يخاطب ذوي العقول المستنيرة. كان محمد عفيفي عاشقًا للرحلات والتأمل. ومن أهم ما يميز أعماله هي إيراده لكم هائل من المعلومات العامة والجغرافية والتاريخية بالإضافة إلى الفلسفة الشديدة التي كان يصبُغ بها كتاباته. له كتب عديدة منها: أنوار، والتفاحة والجمجمة، وابتسم من فضلك (كتاب)، وغيرها من الكتب الأخرى التي ساهمت في إثراء الأدب الساخر. كما تُعد روايته «ترانيم في ظل تمارا (كتاب)» التي نُشرت بعد وفاته من أروع ما كتب. وفي موقف طريف كتب محمد عفيفي نعي له في الجريدة حتى لا يُنشر خبر وفاته بالطريقة العادية في صفحة الوفيات وإنما بطريقة طريفة. وها هو خبر وفاته الذي كتبه بنفسه قبل وفاته:
| التفاحة والجمجمة (كتاب) | عزيزى القارئ: يؤسفنى أن أخطرك بشىء قد يحزنك بعض الشىء وذلك بأننى قد توفيت، وأنا طبعًا لا أكتب هذه الكلمة بعد الوفاة (دى صعبة شوية) وإنما أكتبها قبل ذلك، وأوصيت بأن تنشر بعد وفاتى، وذلك لاعتقادى بأن الموت شىء خاص لا يستدعى إزعاج الآخرين بإرسال التلغرافات والتزاحم حول مسجد عمر مكرم حيث تُقام عادة ليالى العزاء. وإذا أحزنتك هذه الكلمات، فلا مانع من أن تحزن بعض الشىء، ولكن أرجو ألا تحزن كثيرا. | التفاحة والجمجمة (كتاب) |

«كانت السخرية محور حياة محمد عفيفي، ينبض بها قلبه، ويفكر بها عقله، وتتحرك فيها إرادته. فهي ليست بالثوب الذي يرتديه عندما يمسك القلم، وينزعه إذا خاض الحياة. ولكنها جلده ولحمه ودمه وأسلوبه عند الجد والهزل، ولدى السرور والحنان.» نجيب محفوظ.

## نبذة عن الرواية وأحداثها
تحكي الرواية قصة بعض الأشخاص الذين تحطمت سفينتهم في عرض البحر وكتب الله لهم النجاة فوصلوا إلى جزيرة مهجورة. وجد الأشخاص أنفسهم مُجبرين على التعايش مع بعضهم البعض لتسيير أمورهم وحل ما تواجههم من عقبات. تتكون الرواية من سبعة وعشرين فصل[ ؟ ]ا متتابعة ترتبط أحداثها ببعضها البعض. أما بالنسبة لشخصيات الرواية فهم أربعة شخصيات: الممثلة الشهيرة عزيزة فهمي الشهيرة بزازا، والمهندس أحمد عبد الغفار، مهندس سفن، وتوتو، والحاج طلبة حسنين ومساعده كرشة. في البداية نجيا أحمد وزازا معًا ووصلا إلى الجزيرة قبل أن يلحقهم توتو ومن بعده الحاج طلبه وكرشة. كانت الجزيرة مهجورة لا يقطنها أحد ويحدها البحر من الأربع جهات. كما لاحظ أحمد بعض الأمور الغريبة التي تحدث في هذه الجزيرة مما جعله يعتقد أنها مسحورة. لاحظ أن شعره وأظافره تنمو سريعًا، وأن شجرة التفاح لا ينقص ثمارها أبدًا كما أن الثمار عليها تنضج بسرعة مريبة. كما لاحظ أن عقارب ساعته يدور بسرعة جنونية مما يدل على مرور الزمن بسرعة في الجزيرة. "عقرب الساعات قفز تحت بصري فجأة من الساعة الرابعة إلى الخامسة." المرأة الوحيدة هي زازا الفتاة الفاتنة ذات الشعر الذهبي والعينين الساحرتين حيث يجمع لونيهما بين الزرقة والخضرة. كانت زازا دائمًا سبب الصراعات والنزاعات بين الرجال. حاول الجميع امتلاكها والسيطرة عليها والزواج منها بطرق شتى. وكان المهندس أحمد دائم الهرب والجري من تلك الصراعات التي راح ضحيتها في النهاية كرشة. وبالرغم من ذلك فقد كان أذكاهم عقلا وكان يتمتع بروح الدعابة التي رسمت جوًا من البهجة في الرواية. أما توتو ذلك الشاب الوسيم ذو الشعر الأسود فقد كان مفتول العضلات ومثّل تحول الإنسان من الطيبة والنبل إلى الشر ومحاولة النيل من الجميع لتحقيق أهدافه. حاول الحاج طلبة من البداية فرض نفسه على الجميع كقائد لهم بما يمتلكه من مسدس ودفتر شيكات. وساعده في ذلك مساعده كرشة إلى أن تحول وحاول أن يصبح هو المسيطر على الأمور مما أدى إلى مصرعه.هكذا تدور أحداث الرواية في تلك الجزيرة المكونة من كوخ صغير، وشجرة تفاح ضخمة، وبعض الجماجم والعظام التي توحي بحياة بعض البشر عليها من قبل. كما أن للرواية طابع فلسفي ظهر في بعض الكلمات في الرواية: "فماذا يمكن أن يحدث لنا؟ تنقلب المركب فيأكلنا السمك؟ أكلناه كثيرا فلماذا لا يأكلنا مرة من نِفسه؟ وماذا لو تحولتُ من آكل للبروتين إلى جزيء بروتين في خلية سمكة؟ ما الفرق في النهاية بين أن أعيش في خلية أو في الغلاف الجوي لكوكب؟"

## اللغة والأسلوب
يمتاز أسلوب عفيفى بأنه أسلوبًا خفيفًا مُحببًا للنفس يعتمد على اللغة الأنيقة والتعبير البسيط لتجتمع في أعماله سمات الأدب والفكاهة التي تعتمد على اللعب بالكلمات العادية لتعطى مدلولات غير عادية وغير متوقعة على الإطلاق. بالرغم من كتاباته الساخرة التي تعتمد على اللغة العامية إلا أنه كان أدبًا هادفًا يسعى لمناقشة موضوعًا هامًا ومحاولة وضع القارئ في مكانة موازية للكاتب. كانت نهايات عفيفي عادة نهايات مفتوحة لإثارة التشويق لدى قراءه. في روايته التفاحة والجمجمة كانت لغته بسيطة سهلة الفهم[ ؟ ] للجميع. تميز الحوار في الرواية باللغة العامية مثلما سأل المهندس أحمد الحاج طلبة عن حاله:
- ازي كتفك يا حاج؟ سألته مجاملا.
- كتفك طاب يا حاج؟ أعدت سؤالي.
بينما استخدم عفيفي لغة عربية فصحى في رواية الأحداث ذاتها وبذلك جمع بين اللغة العربية الفصحى واللغة العامية ليحقق التوازن[ ؟ ] المنشود من رواية الأدب الساخر التي تحمل في طياتها مزيجًا من الفكاهة والجد. أما أسلوب الكاتب فقد كان أسلوبًا ساخرًا من الدرجة الأولى. وظهر ذلك من اختيار الأسماء. أطلق عفيفي اسم «كرشة» على مساعد الحاج طلبة وهو اسم يدل على شخصية صاحبه إلى حد كبير. هو شخص مفتول العضلات ينفذ الأوامر بلا اعتراض[ ؟ ]، ولكن عندما تمرد أظهر قوته ضد سيده. وقد كانت قوة غاشمة كان مصيره في النهاية[ ؟ ] أن قُتل. كما ظهر أيضًا من اسم المرأة الوحيدة على الجزيرة «زازا» وهو أيضًا يدل على شخصيتها بالإضافة إلى الفكاهة التي يجنيها القارئ من وراء هذا الاسم. وكثيرًا ما يشعر القارئ أن الكاتب يخاطبه هو لا غيره مما يدل على سلامة الأسلوب.

## طريقة سرد الرواية
"أعتقد أن الوقت قد حان لكي أدون قصتي، قصة الأحداث المضحكة والفاجعة التي وقعت لي في تلك الجزيرة الفذة. وإن كنت أشك في إمكان وصولها -قصتي- إلى أي إنسان."
تُعد رواية التفاحة والجمجمة من روايات الأدب الساخر الذي يهدف إلى معالجة قضايا[ ؟ ] ومشكلات اجتماعية. التقت شخصيات الرواية على أرض تلك الجزيرة المسحورة وكان لزامًا عليهم أن يتعايشوا معًا في هذه الجزيرة التي تدور الأحداث فيها. أبطال الرواية هم: المهندس أحمد، وزازا، وتوتو، والحاج طلبة، وكرشة. من خلال اختيار تلك الأسماء يتضح لنا مدى بساطة الكاتب حيث اختار أسماء من البيئة المصرية العامية لتتناسب مع المواطن المصري[ ؟ ] البسيط. كما أنه يهدف إلى إيصال فكرته بأسلوب سلس لا يشوبه أي تعقيد[ ؟ ]. وفيما يخص أسلوب سرد الرواية، اختار الكاتب أن يكون الراوي من ضمن شخصيات الرواية، وهو المهندس أحمد في معظم أحداث الرواية. بدأت القصة من نهايتها حيث يروي البطل قصته وهو في الجزيرة، ثم تتابع أحداث الرواية حتى نصل إلى النقطة التي بدأ بها البطل سرد قصته. ففي مستهل الرواية يتحدث البطل (المهندس أحمد) وهو على متن الجزيرة عن رحلته منذ بداية تحرك السفينة، ثم تحطمها، ونهاية بوصوله هو وزازا إلى تلك الجزيرة الغريبة والتقاءه بالشخصيات الأخرى. ثم يحكي لنا قصته من البداية. واعتمد الكاتب على هذا الأسلوب لإثارة فضول القارئ وتشويقه لمعرفة تفاصيل الرحلة منذ البداية إلى النهاية.

## مسرح الرواية وشخصياتها
تدور أحداث الرواية على أرض الجزيرة المسحورة المهجورة التي وصل إليها المهندس أحمد وزازا عقب نجاتهم من تحطم السفينة، "رقعة أرض مستديرة يحيط بها البحر من كل الجهات، لا أثر للحياة فيها إلا شجرة بعيدة وكوخ من الخشب." ولحق بهم توتو ثم الحاج طلبة ومساعده كرشة. تتميز هذه الرواية بوحدة المكان[ ؟ ]؛ حيث أن تلك الجزيرة هي مسرح هذه الرواية. كانت هذه الجزيرة في منطقة نائية حيث لا يوجد أي جزر أخرى بالقرب منها. وكان لهذه الجزيرة زمنها الخاص بالوقت حيث كانت عقارب الساعة[ ؟ ] تدور بسرعة رهيبة، وكان الشعر فيها ينمو بسرعة وقد لاحظ أحمد ذلك عندما رأى أن لحيته تنمو كل يوم تقريبًا. بالإضافة إلى ذلك، كانت شجرة التفاح تطرح العديد من الثمرات يوميًا وكانت الثمار عليها تنضج سريعًا. وقد اعتقد أحمد أن هذه الجزيرة مسحورة بسبب تلك الأمور. يوجد أيضًا على أرض[ ؟ ] تلك الجزيرة بعض الجماجم البشرية التي تدل على فناء بعض البشر الذين سكنوا تلك الجزيرة من قبل. للتفاحة والجمجمة دلالات في هذه الرواية حيث ترمز إلى الحياة والموت؛ أي أن الحياة في هذه الجزيرة كالحياة في أي مكان آخر يحيا فيها الإنسان حياة عادية وربما يموت فيها أيضًا. أما شخصيات الرواية فهم امرأة وأربعة رجال. المرأة هي زازا الحسناء شديدة الجمال تهتم بنفسها كثيرًا وبجمالها ومظهرها. ظهر ذلك جليًا عندما حرصت على اصطحابها لأدواتها (المشط، والمرآة، والبنس، وقلم الروج) في كيس من النايلون. أما الرجال فهم المهندس أحمد خفيف الظل الذي نجا من السفينة برفقة زازا وهم أول من وصلا إلى الجزيرة. هو شخص ضعيف الجسد يخشى المشاجرات، لا يقحم نفسه في أية مشاكل. ومن جهة أخرى، يمثل أحمد استخدام العقل في مقابل القوة. هو صاحب المركب الذي نجوا به جميعًا فقد استخدم خبرته الهندسية في صنعه. كما أنه بواسطة العقل استطاع أن يحصل على المسدس (القوة) والمرأة (زازا). توتو مجهول الجنسية الذي وصل إلى الجزيرة عقب أحمد وزازا. "شاب طويل عريض برنزي اللون، مفتول العضل في رشاقة تؤهله لبطولة كمال الأجسام. وجهه وسيم وشعره أسود فاحم." كان توتو صديق[ ؟ ] زازا لذلك فرحت بلقائه كثيرًا، على عكس أحمد الذي مقته منذ اللحظة الأولى لوصوله للجزيرة لأنه رأى أنه سيشاركه في زازا. «الرجل للرجل إما صديق محبوب وإما منافس مرهوب». كان توتو رجل ضخم، مفتول العضلات، ويمتلك خنجرا يستخدمه في اصطياد السمك. هناك الحاج طلبة وهو رجل أربعيني وصل إلى الجزيرة برفقة مساعده كرشة. كان الحاج طلبة في الرواية يمثل سلطة المال، والدين[ ؟ ]، والقوة. "رجل طويل عريض أبيض يناهز الأربعين، في وجهه مسحة من المهابة رغم زراية منظره العام في الجلباب نصف المبتل." فقد كان رجلًا متدينًا؛ رفض مظهر زازا وهي مرتديه لقميصها وأمرها بارتداء جلبابه لتستر نفسها. "مهيب في جلبابه الأبيض، فخور في صلاته أكثر منه خاشعًا." كما أنه لم يعجبه حالها بلا زوج وسط الرجال فتزوجها ليحميها ويصونها منهم. كان الحاج طلبه يملك دفتر شيكات استطاع به أن يسيطر على الأمور. امتلك أيضًا القوة بواسطة المسدس الذي كان بحوزته. أجبر توتو على اصطياد السمك لهم وامتلك زمام الأمور. "قرر الحاج طلبة أن يفرض نفسه زعيمًا على جماعتنا الصغيرة، لسبب ما يشعر الرجل أن عنده من المسوغات ما يرشحه لتلك الوظيفة." أخيرًا، كرشة مساعد الحاج طلبه. كان كرشة رجلًا بدائيًا مفتول العضلات. استخدم كرشة قوته لإجبار الجميع على تنفيذ أوامر سيده الحاج طلبه. تمرد كرشه على سيده الحاج طلبة؛ بدأ يغازل زوجته زازا غير مكترث بالحاج طلبه بعدما كان يغض نظره عنها احترامًا لسيده. كما أنه اعتدى على الحاج طلبة وجذب زازا إلى الكوخ في موقف أعلن فيه سيطرته على أمور الجزيرة. هكذا تدور الأحداث على الجزيرة بين تلك الشخصيات فنرى مواقف الكر والفر بينهم لامتلاك زمام الأمور. الكل يريد امتلاك القوة وإخضاع الجميع له.

## النزاع على السلطة والمرأة
من أهم القضايا التي يناقشها الروائي محمد عفيفي في هذه الرواية هي قضية[ ؟ ] النزاع على كلا من المرأة والسلطة. ظهر النزاع على المرأة منذ البداية؛ منذ ظهر توتو ليبدأ صراعًا بينه وبين أحمد حول من يستطيع امتلاك زازا. فقد كان توتو- هذا الشاب الأسمر مفتول العضلات- صديق زازا من قبل، وكان هذا سر سعادة زازا لمقابلته مرة أخرى. أما أحمد فقد استقبل توتو على مضض لأنه يعلم أنه سيشاركه في الفتاة التي يحبها. وكانت زازا محل نزاع الرجال الأربعة بعدما ظهر أيضًا كلًا من الحاج طلبه ومساعده كرشة. كان المهندس أحمد يحب زازا، ولكنه كان شخصًا ضعيفًا، ولا يقوَ على إقحام نفسه في المشكلات بسببها. بينما كان الحاج طلبة رجلًا قويًا ويمتلك مسدسًا استطاع به أن يسيطر على الأوضاع وأن يستحوذ به على زازا. عندما قرر الحاج طلبة الزواج منها لم يستطع أحد الاعتراض على هذا القرار. «لم يكتف الحاج طلبة -في الصباح- بأن يتزوج من زازا بدلا مني، وإنما طالبني بأن أشهد على الزواج مع كرشة.» كما أن زازا لم تكن تكترث بشخصية الرجل الذي تريد أن تحيا معه. كانت زازا تسعى وراء من يحميها ويلبي لها رغباتها. وفيما يخص الصراع على السلطة، فإن معظم أحداث الرواية تدور في شكل صراعات. حاول الحاج طلبة من البداية أن يفرض نفسه وقوته على الجميع. أجبر توتو على اصطياد السمك بخنجره. وتزوج زازا رغم أنف الجميع. كان دائمًا يحل المشكلات التي تواجهه باستخدام مسدسه. تمرد كرشة على سيده الحاج طلبة في محاولة منه للإمساك بزمام الأمور. ومن بعده تمرد توتو وحاول أن يمتلك السلطة وقامت معركة راح ضحيتها كرشة. بتلك الصراعات نستطيع أن نلاحظ تطور الصراع في الحياة البشرية؛ بداية باستخدام الخنجر ثم المسدس. الكل استخدم القوة والسلاح بفظاظة وبلا روية لتحقيق مصلحته دون مراعاة للمصلحة العامة.

## تطويع العقل للخروج من الأزمات
تمثل رواية التفاحة والجمجمة تاريخ الإنسانية في الصراع بين القوة والعقل. فشخصيات الرواية كافة تحاول استخدام القوة الغاشمة للسيطرة على الجزيرة ومن عليها. في النهاية يأتي النصر[ ؟ ] للعقل؛ حيث يستطيع أضعف المتنازعين جسدًا وأذكاهم عقلا من تحقيق مراده ونيل السلطة والمرأة الوحيدة في الجزيرة. استطاع المهندس أحمد من خلال خبرته الهندسية أن يُتم صنع المركب واهتدى إلى الطريقة المثلى لخروج المركب من تلك الجزيرة الغريبة. كانت المركب تصل إلى نقطة[ ؟ ] معينة بعيدًا عن الجزيرة ثم تعود إليها مرة أخرى. توصل المهندس أحمد إلى أن هذه التيارات المائية بعد أن تصطدم بالجزيرة تعود لتبتعد عنها في مسارات معاكسة متخذه شكلا حلزون[ ؟ ]يًا. وبذلك يصبح الحل أن تُبحر السفينة في اتجاه تلك التيارات المبتعدة عن الجزيرة حتى تأتي تلك اللحظة اللي تبتعد فيها عن جاذبية[ ؟ ] الجزيرة العجيبة. تمت لهم النجاة بواسطة العقل لا بواسطة القوة. كما أنه استطاع سالفًا أن يوقف قوة الحاج طلبة عندما طلب من زازا أن تفرغ المسدس من الرصاص ليصبح عديم الفائدة. واستطاع أن يستعيد السيطرة على توتو بعد تمرده وذلك عندما أعطته زازا رصاص المسدس الذي كانت تخفيه في مكان ما. بذلك سيطر أحمد على زمام الأمور بالرغم من ضعف جسده وهروبه الدائم من الصراعات التي كانت دائمًا ما تنشأ على أرض الجزيرة. "لم أكن مجنونا حتى أرسم لهم خطوط العملية الكاملة وأكشف عن أوراقي كلها مرة واحدة. أنا الآن مهم لأنني المسئول عن بناء المركب، ولكي أحتفظ بهذه الأهمية يجب أن أقدم تعليماتي بالقطارة."

## استخدام المال لحل الأزمات
ناقش محمد عفيفي في روايته بعض السلوكيات التي تصدر من معظم أفراد المجتمع لحل الأزمات المختلفة. من تلك الوسائل استخدام المال كحل للمشاكل التي نواجها في حياتنا اليومية. مثل الحاج طلبة سلطة المال؛ فاستطاع بواسطة دفتر شيكاته الاستحواذ على الشخصيات. أقنع المهندس أحمد أن يشرع ببناء المركب نظير مبلغًا من المال يُعطيه له (ألف[ ؟ ] جنيه[ ؟ ]). ووافق المهندس أحمد على هذا العرض[ ؟ ] المُغري مع العلم أنه لم يكن متأكدًا من حقيقة هذا الشيك الذي سلمه إياه. هذا دليل[ ؟ ] على أن المال بإمكانه المساهمة في حلول الأزمات والسيطرة على الأمور. يعكس هذا الموقف أهمية المال في تسير العديد من الأمور في المجتمع. كما يبرز لنا أهمية استخدام المال في كل مكان وزمان؛ بالرغم من كونهم على جزيرة مهجورة إلا أن استخدام المال كان له أثر كبير في الإلهام[ ؟ ] والتشجيع كما فعل الحاج طلبة مع أحمد لبناء المركب. «ولكي يكافئنا الحاج طلبة على العمل أخرج دفتر الشيكات وكتب لكل منا شيكا بخمسين جنيه.» كما أجبر الحاج طلبة توتو على اصطياد السمك له وشويه نظير مبلغًا من المال. وفعل الأمر ذاته عندما استأجر الكوخ من أحمد ليبات فيه مقابل ثلاثين[ ؟ ] جنيه في الشهر.

## استمرار الحياة برغم الصعوبات
من أهم الأفكار التي يمكن أن نستخلصها من هذه الرواية هي ماهية الحياة التي لا تتوقف تحت أي ظرف أو حال[ ؟ ]ة. على الرغم من حياة الشخصيات على هذه الجزيرة قد تبدو صعبة، أو بمعنى آخر مستحيلة، إلا أنهم عاشوا حياتهم واستطاعوا أن يتأقلموا إلى حد كبير مع الظروف والمعطيات المُتاحة لهم. لا يمكن لأحد منا أن يتصور أن يستطيع شخص أن يصطاد السمك من البحر بواسطة خنجر، ولكن توتو -الشاب القوي مفتول العضلات- استطاع القيام بهذا. مهما اختلف المكان الذي يقطنه الإنسان إلا أن الجوع لا يمكن السيطرة عليه ولابد من إيجاد السُبل المناسبة لإيجاد الطعام الذي يكفي حاجة الإنسان. كما أنهم استطاعوا إعداد مركب استطاعوا به النجاة من تلك الجزيرة. بالرغم من ضعف الإمكانيات والأدوات التي كانوا يمتلكونها، فقد تمكنوا من تهيئة جذع الشجرة ليهربوا به من تلك الجزيرة. بالإضافة إلى ذلك فإن العلاقة[ ؟ ] بين الرجل والمرأة لم تحدها هذه الجزيرة. تزوجت زازا من الحاج طلبة ثم طلقها. وتزوجت فيما بعد من أحمد وحبلت في نهاية الرواية مما يدل على استمرارية الحياة. "أنا يظهر ح أولد! إيه؟ ح أولد يا أحمد، ح أولد يا أحمد! يا نهار أسود! إسود في عينك، ح أولد! مش معقول! والنبي ح أولد! زازا! أحمد! زازا! إعقلي يا بنتي، ده وقت حد يولد فيه؟!" ويكون المشهد[ ؟ ] الختامي: مركب صغير مُضحك يتلمس طريقه في البحر الداكن العريض[ ؟ ]، ومن فوقهم ملايين النجوم[ ؟ ] المبعثرة في القبة السوداء. ضآلة الإنسان وسط الطبيعة المهيبة وبلايين الأسئلة المحيرة، الساعة[ ؟ ] كفت عن سيرها المجنون المتسارع وعادت حركة الزمن إلى طبيعتها.

## معلومات إضافية
- محمد عفيفي
- أدب
- الرمزية
- عصر النهضة